# Dans tes bras (film, 1955)
Pour les articles homonymes, voir Dans tes bras.
Dans tes bras (Herr über Leben und Tod) est un film allemand coécrit et réalisé par Victor Vicas, sorti en 1955.

## Synopsis
A peine arrivé dans le petit village de pêcheurs de Saint-Querque, en Bretagne, le professeur Bertram descend de sa voiture et s'occupe d'un corbillard suivi de quelques personnes seulement. Parmi eux se trouve Barbara Bertram, sa femme. A distance, il rejoint le cortège funèbre. Sur le chemin du cimetière, il se remémore l'histoire de leur mariage.
Tout a commencé avec Georg Bertram qui a sauvé la vie de Barbara après un accident. De cette rencontre est né un grand amour qui s'est terminé par un mariage. Mais déjà en lune de miel, il est séparé d'elle par les devoirs de sa profession médicale. Dans le temps qui suit, elle devient de plus en plus seule. L'enfant qu'elle a mis au monde est handicapé et il n'y a aucune chance que son état change. Parce qu'elle est tellement seule, Barbara est très déçue par son mari. Une nuit, elle surprend Georg alors qu'il veut sortir l'enfant de son tourment avec une piqûre. Barbara arrive et parvient tout juste à sauver son enfant de l'injection. À ses yeux, le professeur Bertram est un meurtrier et elle rompt avec lui.
Dans la petite ville de Saint-Querque, le Dr Daniel Karentis est à l'écoute de leurs problèmes. Son attitude envers le handicap de l'enfant est également complètement différente. Mais même lui ne peut plus sauver l'enfant et celui-ci meurt. L'attitude de Daniel envers le corps médical et son souci pour l'enfant conduisent Barbara à la décision de se séparer complètement de son mari et de passer le reste de sa vie avec Karentis.
Quand elle rentre chez Georg, elle trouve un homme complètement changé. Il avoue qu'il ne peut pas vivre sans elle et l'enfant. Elle garde le silence sur la mort de l'enfant et son amour pour Daniel, mais elle ne peut pas quitter Georg, elle l'a maintenant compris. Elle se rend à nouveau à Karentis pour obtenir des éclaircissements. D'un voyage de natation commun à la mer[pas clair], seule Barbara revient vivante. Après les funérailles de son amant, Georg l'accompagne jusqu'à sa voiture et ils roulent vers une nouvelle vie.

## Fiche technique
- Titre : Dans tes bras
- Titre original : Herr über Leben und Tod
- Réalisation : Victor Vicas
- Scénario, adaptation, dialogue : Victor Vicas, Frédéric Grendel
- Musique : Hans-Martin Majewski
- Production : Inter West Film
- Pays d'origine : Allemagne
- Format : Noir et blanc
- Durée : 82 minutes
- Genre : Film dramatique
- Dates de sortie : 
  - Allemagne de l'Ouest : 7 janvier 1955
  - France : 7 mars 1959

### Distribution
- Maria Schell : Barbara Hansen épouse Bertram, l'épouse d'un médecin, mère d'un handicapé mental, qui s'éprend en Bretagne d'un autre docteur
- Ivan Desny : le docteur Daniel Karentis, un médecin de Saint-Guénolé qui tombe amoureux de Barbara
- Wilhelm Borchert : le professeur Georg Bertram, un grand médecin berlinois assez froid, le mari de Barbara
- Héléna Manson : Louise Kerbrec, une paysanne bretonne dévouée à la famille Bertram
- Olga Limburg : Anna Bertram, la mère de Georg
- Walter Bluhm : Werner Hansen, le père de Barbara